# Kumarkhod
Kumarkhod (nep. कुमरखोद) – gaun wikas samiti we wschodniej części Nepalu w strefie Meći w dystrykcie Jhapa. Według nepalskiego spisu powszechnego z 2001 roku liczył on 1645 gospodarstw domowych i 8637 mieszkańców (4305 kobiet i 4332 mężczyzn).